# Spilomena indostana
Spilomena indostana (лат.) — вид песочных ос рода Spilomena из подсемейства Pemphredoninae (Crabronidae).

## Распространение
Индия (Махараштра).

## Описание
Мелкие коренастые осы (около 4 мм) с сидячим брюшком, основная окраска чёрная со светлыми отметинами. От близких видов отличается следующими признаками: внутренний зубец жвал широкий и тупой; наличник заметно выпуклый кнутри; проподеум морщинистый; задняя поверхность проподеума без срединного валика; возвратная жилка переднего крыла интерстициальная или почти такая же с первой поперечной кубитальной жилкой. Затылочный киль отсутствует; переднее крыло с удлиненной маргинальной ячейкой, длиннее стигмы, на вершине замкнутая; присутствуют две закрытые субмаргинальные ячейки; есть одна возвратная жилка и две дискоидные ячейки; брюшко без петиоля; воротник переднеспинки с полным поперечным валиком. Усики самца 13-члениковые, самки — 12-члениковые. Нижнечелюстные щупики состоят из 6 члеников, а нижнегубные — из 4.
Предположительно, как и другие виды своего рода ловят мелких насекомых, а гнёзда располагаются в готовых полостях древесины (ходах ксилофагов, в ветвях).
Вид был впервые описан в 1918 году австралийским энтомологом Rowland Edwards Turner (1863—1945), а его валидный статус подтверждён в ходе ревизии, проведённой в 2021 году индийскими гименоптерологами Tessy Rajan, Girish P. Kumar, P. M. Sureshan и C. Binoy (Zoological Survey of India, Eranhipalam, Кожикоде, Керала, Индия).